# Sainte-Jamme-sur-Sarthe
Sainte-Jamme-sur-Sarthe è un comune francese di 2 095 abitanti situato nel dipartimento della Sarthe nella regione dei Paesi della Loira.

## Società

### Evoluzione demografica
Abitanti censiti